# We Shall Overcome
"We Shall Overcome" is een gospelnummer dat een protestlied werd van de Amerikaanse burgerrechtenbeweging. De tekst van het lied stamt af van "I'll Overcome Some Day", een hymne van dominee Charles Albert Tindley voor het eerst gepubliceerd in 1901.
De moderne versie van het lied zou voor het eerst zijn gezongen door tabaksarbeiders tijdens arbeidersstakingen in 1945/46 in Charleston, South Carolina. In 1947 werd het lied onder de titel "We Will Overcome" gepubliceerd in een uitgave van het People's Songs Bulletin (een uitgave van People's Songs, een organisatie waarvan Pete Seeger de directeur was). Folkzanger Pete Seeger nam het nummer op in zijn repertoire. 
Het lied werd geassocieerd met de burgerrechtenbeweging vanaf 1959, nadat Guy Carawan zijn versie en die van Seeger liet horen tijdens protesten. Het werd al snel het onofficiële volkslied van de beweging. Seeger en andere beroemde volkszangers uit de vroege jaren zestig, zoals Joan Baez, zongen het lied tijdens bijeenkomsten en concerten. Sindsdien wordt het nummer gebruikt bij verschillende protesten over de hele wereld.
Het Amerikaanse copyright van de People's Songs Bulletin- uitgave met "We Will Overcome" liep af in 1976. Dit was de aanleiding van rechtszaken om te bepalen waar de rechten lagen. In 2017 besloot een Amerikaanse rechter dat het geregistreerde werk onvoldoende verschilde van de "We Will Overcome"-teksten die in het publieke domein om auteursrechten te bevatten.
De versie van Pete Seeger is de bekendste uitvoering, maar een groot aantal artiesten heeft een eigen interpretatie van het nummer gegeven. Voor het veertiende studioalbum van Bruce Springsteen, We shall overcome: the Seeger sessions, was dit nummer een van de inspiraties. Andere artiesten die het nummer opnamen zijn Roger Waters en Dropkick Murphys.

## NPO Radio 2 Top 2000
We Shall Overcome stond alleen in 1999 in de NPO Radio 2 Top 2000, op plek 1384.